# Kråkebo naturreservat, Västmanlands län
Kråkebo naturreservat är ett naturreservat i Norbergs kommun i Västmanlands län.
Området är naturskyddat sedan 2024 och är 8,2 hektar stort. Reservatet ligger på Boberget väster om Hörendesjön och består av hällmarkstallskog högst uppe  och barrblandskog med inslag av lövträd på sluttningarna